# Archidendron calycinum
Archidendron calycinum är en ärtväxtart som beskrevs av August Adriaan Pulle. Archidendron calycinum ingår i släktet Archidendron och familjen ärtväxter. Inga underarter finns listade i Catalogue of Life.